# Brevipalpus pseudopini
Brevipalpus pseudopini är en spindeldjursart som beskrevs av Baker och James P. Tuttle 1987. Brevipalpus pseudopini ingår i släktet Brevipalpus och familjen Tenuipalpidae. Inga underarter finns listade.